# Bathycallisoma pacifica
Bathycallisoma pacifica is een vlokreeftensoort uit de familie van de Scopelocheiridae. De wetenschappelijke naam van de soort is voor het eerst geldig gepubliceerd door Dahl.